# Elymus scabrus
Elymus scabrus là một loài thực vật có hoa trong họ Hòa thảo. Loài này được (R.Br.) Á.Löve mô tả khoa học đầu tiên năm 1984.